# Onesia marina
Onesia marina är en tvåvingeart som beskrevs av Hiromu Kurahashi och Magpayo 2000. Onesia marina ingår i släktet Onesia och familjen spyflugor.
Artens utbredningsområde är Filippinerna. Inga underarter finns listade i Catalogue of Life.